# Paul Falkenberg
Carl Hermann Samuel Paul Falkenberg (* 2. September 1848 in Berlin; † 1. November 1925 in Rostock) war ein deutscher Botaniker und Hochschullehrer. Sein Autorenkürzel der Botaniker und Mykologen lautet „Falkenb.“

## Leben

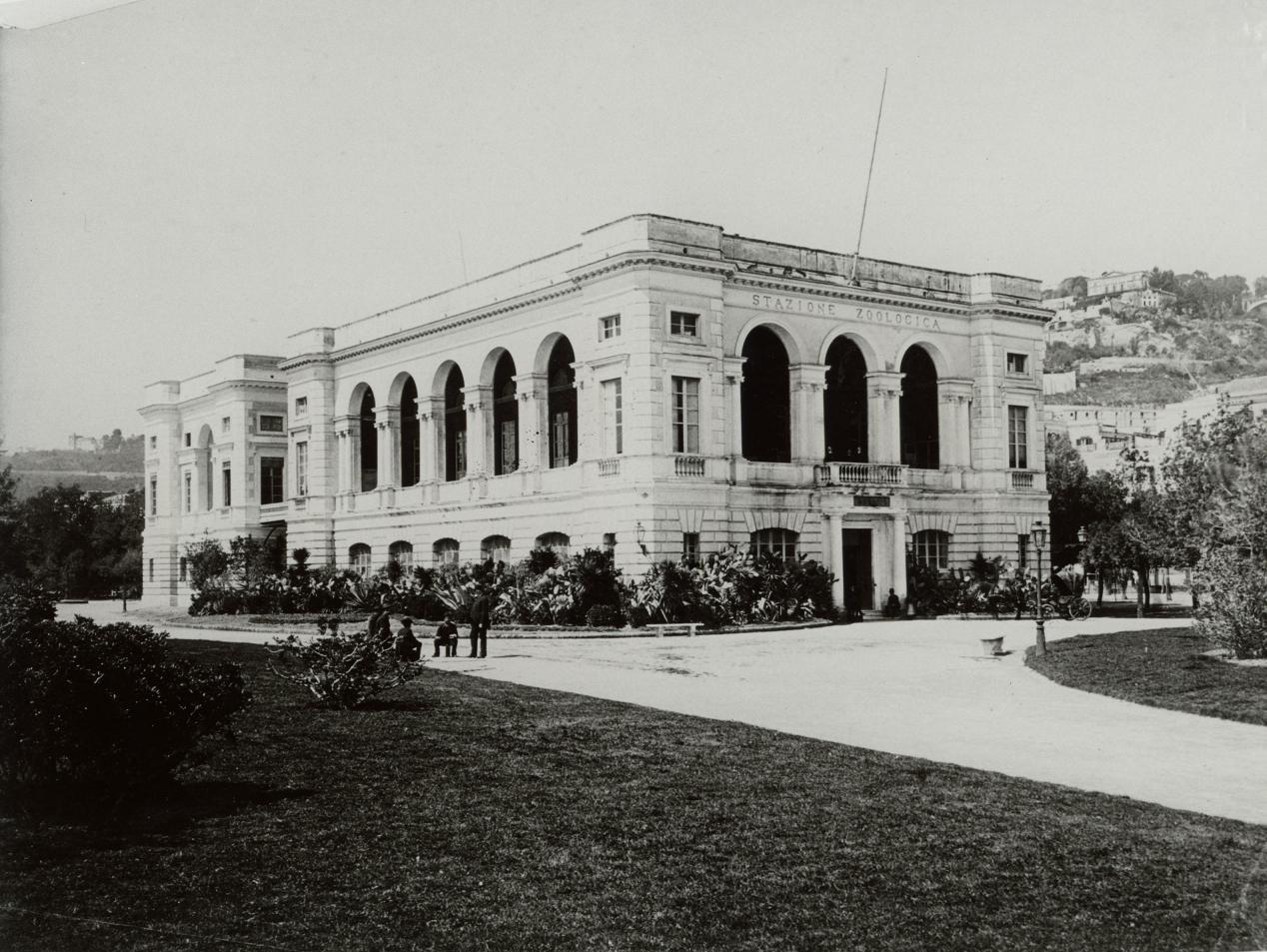
Zoologische Station Neapel

Paul Falkenberg, Sohn des Kasseler Stadtrats Carl Falkenberg und dessen Frau Johanna, geb. Weiße, studierte an der Friedrich-Wilhelms-Universität zu Berlin, der Ruprecht-Karls-Universität Heidelberg und der Georg-August-Universität Göttingen. 1876 wurde er Mitglied des Corps Hildesia IV. 1875 wurde er in Göttingen zum Dr. phil. promoviert. 1876 für Botanik habilitiert, war er acht Jahre Privatdozent. 1884 wurde er in Göttingen a.o. Professor. Von 1877 bis 1879 war er Assistent an der Zoologischen Station Neapel. 1887 folgte er dem Ruf der Universität Rostock auf ihren Lehrstuhl für Botanik. Zugleich wurde er Direktor des Botanischen Gartens Rostock. Auf diesen Posten blieb Falkenberg 36 Jahre. 1923 wurde er mit 75 Jahren emeritiert. Neben der Botanik galt sein Interesse auch der Rostocker Universitätsgeschichte. Sein um 1900 entstandenes Manuskript Die Professoren der Universität Rostock von 1600 bis 1900 ist eine wichtige Quelle des Catalogus Professorum Rostochiensium.

## Ehrungen
1888 wurde er in die Deutsche Akademie der Naturforscher Leopoldina gewählt. Ihm zu Ehren wurden die Gattungen Falkenbergia F.Schmitz und Falkenbergiella Kylin der Algen benannt.

## Familie
Er heiratete am 16. März 1886 in Göttingen (Amalie Ulrike) Sophie (Batta) von Kritter (* 1862), eine Tochter des Generalleutnants Adolf von Kritter.

## Schriften
- Vergleichende Untersuchungen über den Bau der Vegetationsorgane der Monocotyledonen. Stuttgart 1876.
- mit Friedrich Schmitz: Rhodomelaceae, in: Adolf Engler und Carl Prantl: Die natürlichen Pflanzenfamilien, Bd. I.2 (1897).[6]
- Die Rhodomelaceen des Golfes von Neapel. 1901.